# Cama para gatos

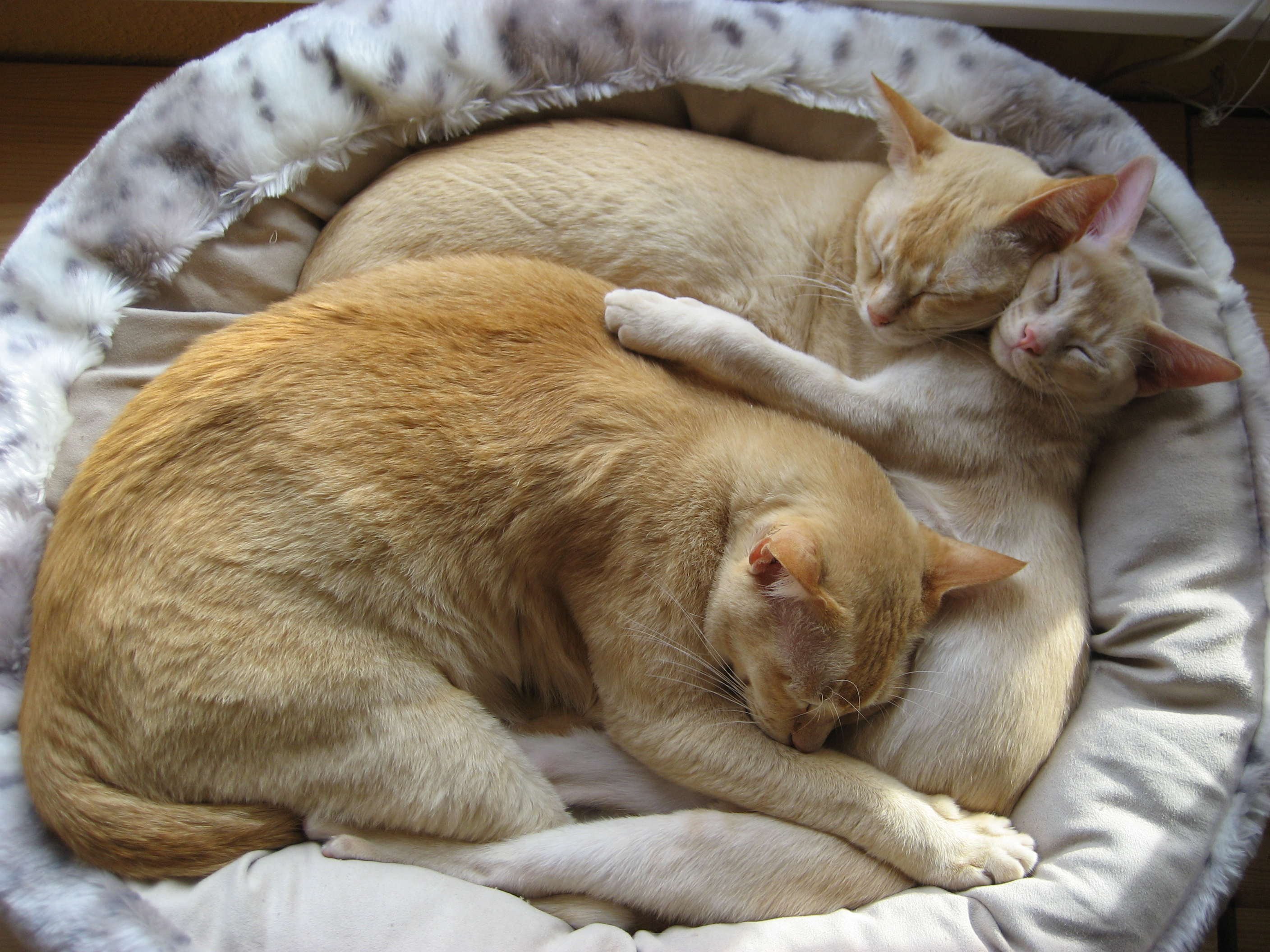
Gatos en una cama

Las camas para gatos son recipientes especialmente diseñados para el descanso de los gatos.
Los gatos domésticos buscan siempre lugares cálidos, blandos y confortables para descansar. En este sentido, las camas se diseñan con materiales suaves y mullidos para que los gatos se aficionen a ellas y encuentren fácilmente su descanso. Suelen consistir en una base de espuma de poliuretano rodeada por un borde blando y forrado en tela de diferentes colores y estampados. Su forma habitual es la redonda u ovalada aunque también se encuentran con base rectangular.
Entre las variaciones más comunes se encuentran:
- Camas con contornos bajos, en las que los gatos se enrollan y acurrucan con facilidad.
- Camas con borde alto que resulta muy cómodo para que el animal se apoye para vigilar el exterior. En su interior, el gato se siente protegido y seguro. También encuentra divertido saltar o trepar por el borde para entrar o salir del recipiente.
- Cuevas para gato. Se basan en una estructura cerrada con techo abovedado en el que el gato se siente oculto y protegido. Dispone de una pequeña apertura por la que se introduce y desde la que puede vigilar el entorno.
- Cojín para gato. Es una estructura lisa, sin contorno que los gatos emplean tanto para descansar como para dormir.

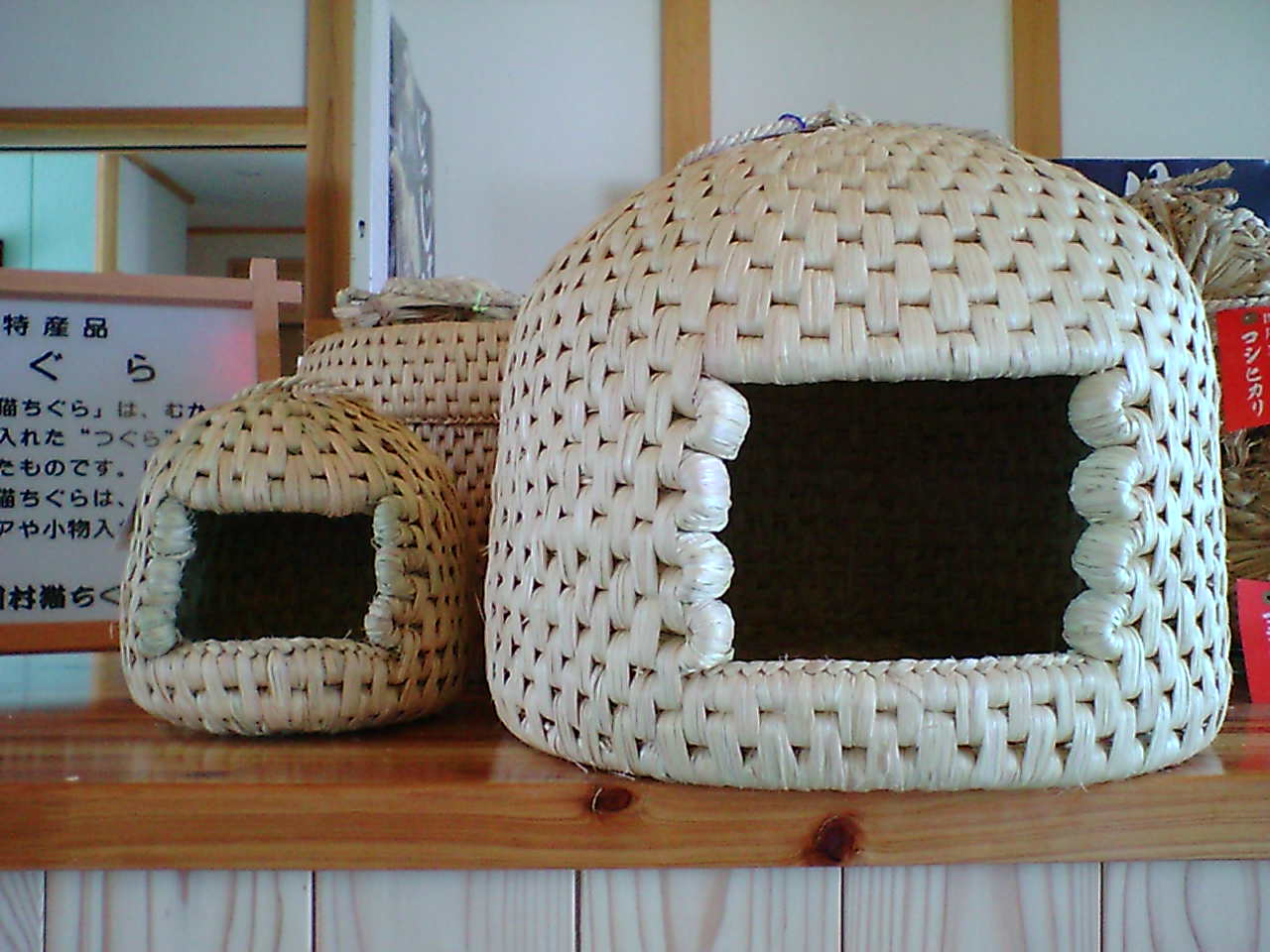
Cuevas para gatos

Otros utensilios de finalidad similar son:
- Hamaca para calefacción.[1] Es un útil de descanso consistente en una estructura rígida forrada de tela que se cuelga de los radiadores. Los gatos disfrutan así de un entorno cálido mientras se relajan.
- Saco de dormir. Se trata de una bolsa piel o tela gruesa y mullida en la que el animal se introduce para descansar.
- Casas o cabañas para gatos. Son recipientes rígidos de anea o un material similar dentro del cual se refugian los gatos. En el interior cuentan con un colchón mullido para facilitar el descanso. La textura de las paredes les sirve también para afilarse las uñas durante el día.

En ocasiones, otros recipientes domésticos como cestas o cajas de cartón pueden servir como informales camas para gatos. Se amueblan colocando simplemente un cojín o colchón en su interior para que el animal se acomode con confortabilidad.

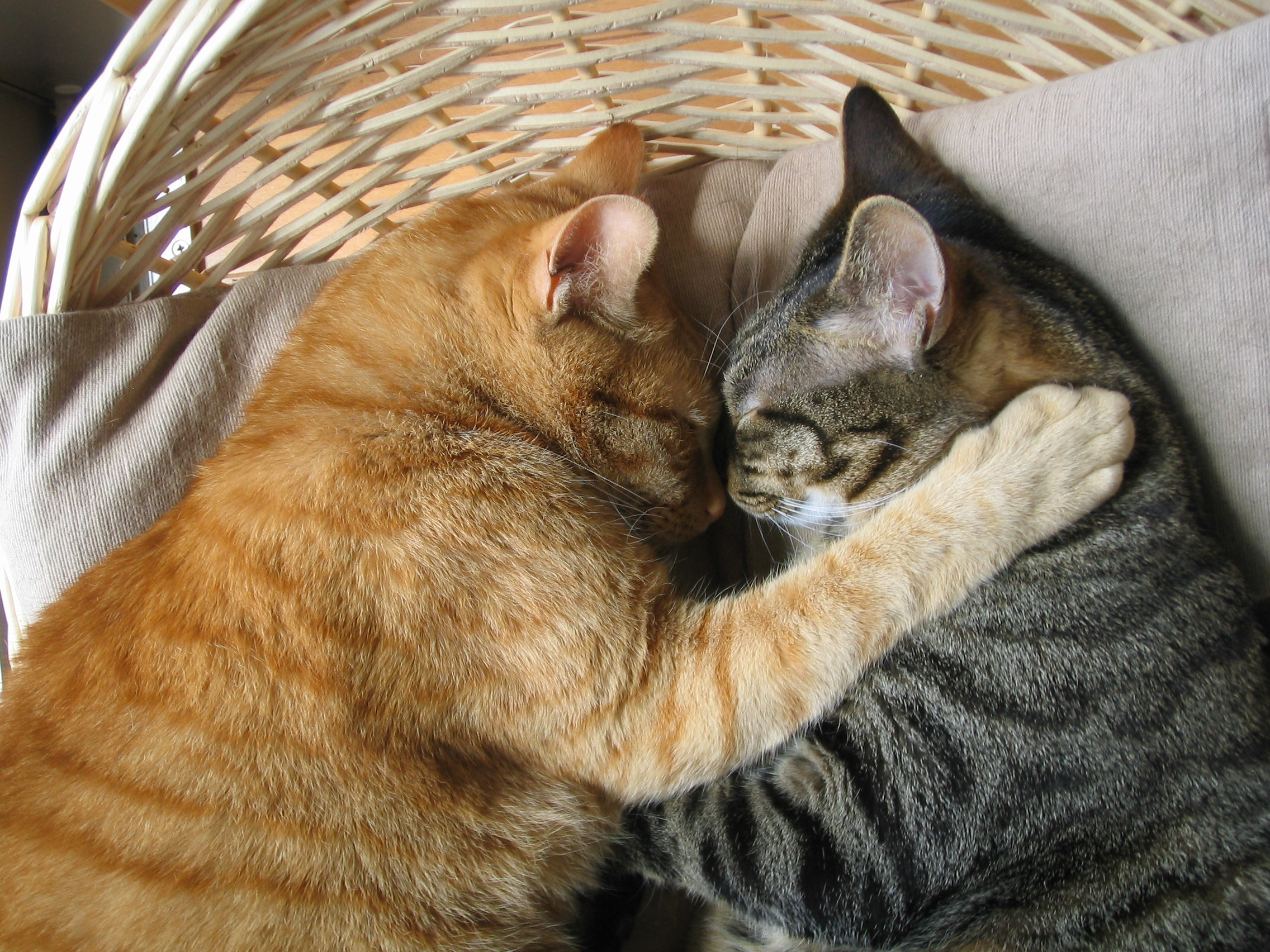
Gatos en un cesto
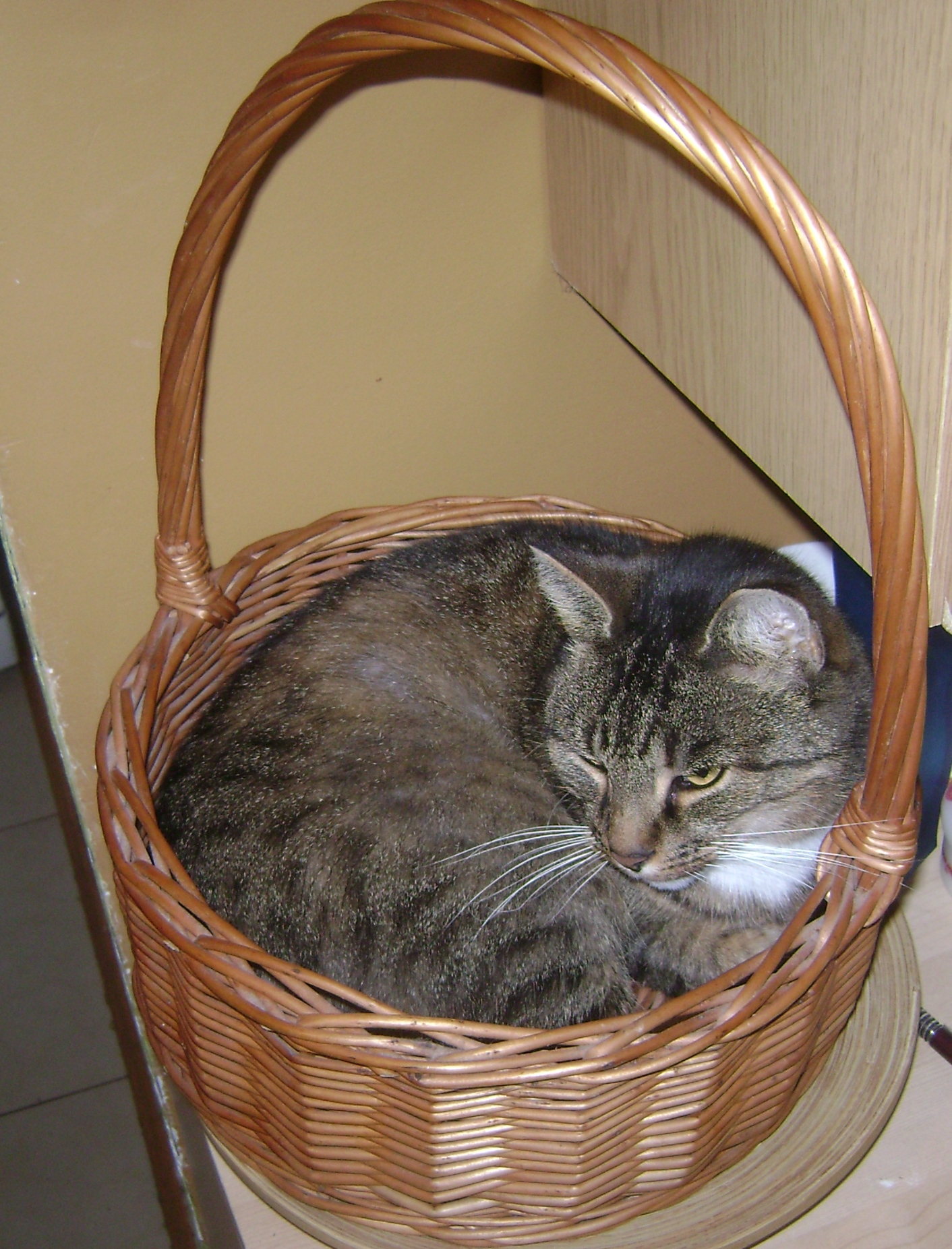
Gato en una cesta
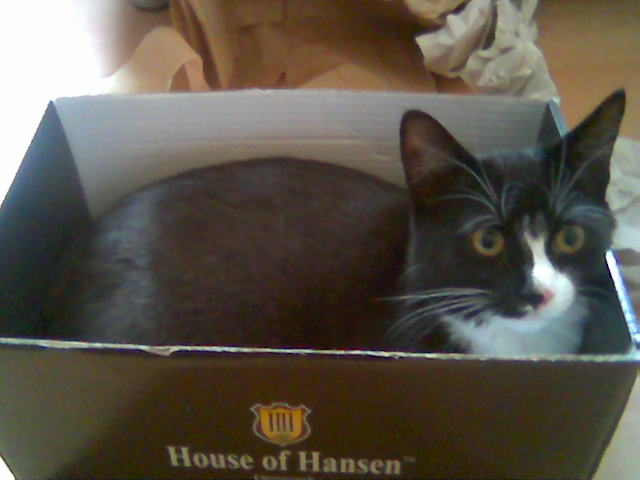
Gato en una caja